# Tổng cục chính trị Quân đội nhân dân Việt Nam
Tổng cục Chính trị Quân đội nhân dân Việt Nam trực thuộc Bộ Quốc phòng Việt Nam, là cơ quan đảm nhiệm công tác Đảng, công tác chính trị trong quân đội dưới sự lãnh đạo của Ban Bí thư và Quân ủy Trung ương. Các Ban Tổ chức, Ban Tuyên giáo, Ủy ban Kiểm tra Trung ương giúp Trung ương hướng dẫn và kiểm tra công tác chính trị và công tác xây dựng Đảng Cộng sản Việt Nam trong Quân đội nhân dân.

## Lịch sử
Cơ quan tiền thân của Tổng cục chính trị là Cục Chính trị, được thành lập tháng 9 năm 1945 theo chỉ thị của Trung ương Đảng Cộng sản Đông Dương nhằm quản lý công tác chính trị trong các lực lượng vũ trang do Việt Minh lãnh đạo, mà nòng cốt là Việt Nam Giải phóng quân. Lãnh đạo đầu tiên của Cục là Văn Tiến Dũng.
Ngày 2 tháng 3 năm 1946, Kháng chiến Ủy viên Hội được thành lập với Võ Nguyên Giáp làm Chủ tịch. Đến ngày 25 tháng 3 năm 1946, với Sắc lệnh số 34-NV của Chủ tịch Chính phủ liên hiệp kháng chiến ký, đã đặt Chính trị Cục trở thành một trong 10 cơ quan chuyên môn của Bộ Quốc phòng. Lãnh đạo Cục Chính trị là Hoàng Đạo Thúy với chức vụ Cục trưởng Chính trị Cục. Từ ngày 24 tháng 4 năm 1946, Hoàng Văn Hoan thay thế giữ chức Cục trưởng.
Bên cạnh đó, ngày 6 tháng 5 năm 1946, Kháng chiến Ủy viên Hội đổi tên thành Quân sự Ủy viên Hội theo Sắc lệnh 60-SL của Chủ tịch Hồ Chí Minh, gọi tắt là Quân ủy hội. Một Cục Chính trị khác được thành lập trực thuộc Quân ủy hội, do Trần Huy Liệu giữ chức Chính trị Cục trưởng, với Trần Độ làm phụ tá.
Mãi đến cuối tháng 11 năm 1946, Bộ Quốc phòng được sáp nhập với Quân sự Ủy viên Hội thành Bộ Quốc phòng - Tổng Chỉ huy, do Võ Nguyên Giáp làm Bộ trưởng Bộ Quốc phòng kiêm Tổng Chỉ huy Quân đội toàn quốc theo Sắc lệnh 230-SL ngày 30 tháng 11 năm 1946 của Chủ tịch nước. Cục Chính trị của Bộ Quốc phòng và Cục Chính trị của Quân ủy hội sáp nhập lại thành Cục Chính trị, trực thuộc Bộ Tổng chỉ huy Quân đội Quốc gia Việt Nam. Lãnh đạo Cục Chính trị một lần nữa giao cho Văn Tiến Dũng (quyền Cục trưởng từ tháng 12 năm 1946, chính thức từ ngày 12 tháng 2 năm 1947). Từ ngày 18 tháng 10 năm 1949, Cục trưởng Cục Dân quân Lê Liêm kiêm chức Cục trưởng Cục Chính trị.
Tháng 7 năm 1950, Cục Chính trị được nâng lên thành Tổng cục chính trị, trực thuộc Bộ Tổng Tư lệnh Quân đội Quốc gia và dân quân Việt Nam theo tinh thần Sắc lệnh 121-SL ngày 11 tháng 7 năm 1950. Mãi đến sau năm 1975, khi Bộ Tổng Tư lệnh Quân đội nhân dân Việt Nam chấm dứt hoạt động, Tổng cục chính trị chuyển về thành một cơ quan trực thuộc Bộ Quốc phòng.
Ngày 20 tháng 7 năm 2005, Bộ Chính trị thông qua Nghị quyết ố 51-NQ/TW về tiếp tục hoàn thiện cơ chế lãnh đạo của Đảng thực hiện chế độ một người chỉ huy gắn với thực hiện chế độ chính ủy, chính trị viên trong Quân đội nhân dân Việt Nam. Theo đó, ngoài cấp trưởng đứng đầu một đơn vị thì còn có Chính ủy, Chính trị viên (trước là cấp phó về chính trị).
Theo đó ngày 21 tháng 11 năm 2011, Ban Bí thư ra Quy định số 50-QĐ/TW về Tổ chức cơ quan chính trị trong Quân đội nhân dân Việt Nam nhằm xác định đúng vai trò, chức năng và hoàn thiện cơ chế thực hiện theo Nghị quyết 51/2005/Bộ Chính trị.

## Lãnh đạo hiện nay
| Chức vụ       | Họ và tên       | Cấp bậc | Năm sinh | Quê quán   | Đảm nhiệm từ      | Chức vụ trong Đảng Cộng sản Việt Nam                                                                     |
| ------------- | --------------- | ------- | -------- | ---------- | ----------------- | --- |
| Chủ nhiệm     | Trịnh Văn Quyết |         | 1966     | Hải Dương  | Tháng 6 năm 2024  | Bí thư Trung ương Đảng Ủy viên Thường vụ Quân ủy Trung ương Chủ nhiệm Ủy ban Kiểm tra Quân ủy Trung ương |
| Phó Chủ nhiệm | Lê Quang Minh   |         | 1968     | Ninh Bình  | Tháng 12 năm 2022 | Bí thư Đảng ủy Cơ quan Tổng cục Chính trị                                                                |
| Phó Chủ nhiệm | Trương Thiên Tô |         | 1970     | Quảng Ngãi | Tháng 8 năm 2024  | Nguyên Chính ủy Học viện Chính trị                                                                       |
| Phó Chủ nhiệm | Đỗ Xuân Tụng    |         | 1970     | Vĩnh Phúc  | Tháng 8 năm 2024  | Nguyên Cục trưởng Cục cán bộ                                                                             |

## Tổ chức
| Tên đơn vị                                   | Ngày thành lập                | Trần quân hàm                                       | Địa chỉ                                                       |
| -------------------------------------------- | ----------------------------- | --------------------------------------------------- | ------------------------------------------------------------- |
| Văn phòng Tổng cục                           | 11.5.1946 (79 năm, 86 ngày)   | Thiếu tướng                                         | Số 61, đường Lý Nam Đế, Hà Nội                                |
| Cục Hậu cần                                  | 20.9.1951 (73 năm, 319 ngày)  | Đại tá                                              | Ngõ 14 Lý Nam Đế, Q. Hoàn Kiếm, Hà Nội                        |
| Cục Chính trị                                | 31.10.1949 (75 năm, 278 ngày) | Thiếu tướng                                         | Số 61, đường Lý Nam Đế, Hà Nội                                |
| Cục Tổ chức                                  | 6.5.1946 (79 năm, 91 ngày)    | Trung tướng                                         | Số 61, đường Lý Nam Đế, Hà Nội                                |
| Cục Cán bộ                                   | 28.2.1947 (78 năm, 158 ngày)  | Trung tướng                                         | Số 61, đường Lý Nam Đế, Hà Nội                                |
| Cục Bảo vệ an ninh Quân đội                  | 20.7.1950 (75 năm, 16 ngày)   | Thiếu tướng                                         | Số 72 Thái Hà, Q. Đống Đa, Hà Nội                             |
| Cục Tuyên huấn                               | 11.5.1946 (79 năm, 86 ngày)   | Trung tướng                                         | Số 61, đường Lý Nam Đế, Hà Nội                                |
| Cục Dân vận                                  | 1.5.1947 (78 năm, 96 ngày)    | Thiếu tướng                                         | Số 61, đường Lý Nam Đế, Hà Nội                                |
| Cục Chính sách - Xã hội                      | 26.2.1947 (78 năm, 160 ngày)  | Thiếu tướng                                         | Số 38A, đường Lý Nam Đế, Hà Nội                               |
| Ủy ban Kiểm tra Quân ủy Trung ương           | 13.11.1961 (63 năm, 265 ngày) | Đại tướng (Chủ nhiệm Tổng cục chính trị kiêm nhiệm) | Số 61, đường Lý Nam Đế, Hà Nội                                |
| Tòa án Quân sự Trung ương                    | 13.9.1945 (79 năm, 326 ngày)  | Trung tướng                                         | Số 25, Lý Nam Đế, Hà Nội                                      |
| Viện kiểm sát Quân sự Trung ương             | 12.5.1961 (64 năm, 85 ngày)   | Trung tướng                                         | Số 5, Hoàng Diệu, Hà Nội                                      |
| Ban Công đoàn Quốc phòng                     | 6.3.1949 (76 năm, 152 ngày)   | Đại tá                                              | Số 25A Phan Đình Phùng, Hà Nội                                |
| Ban Thanh niên Quân đội                      | 8.2.1952 (73 năm, 178 ngày)   | Đại tá                                              | Số 61, đường Lý Nam Đế, Hà Nội                                |
| Ban Phụ nữ Quân đội                          | 10.3.1993 (32 năm, 148 ngày)  | Đại tá                                              | Số 61, đường Lý Nam Đế, Hà Nội                                |
| Trường Đại học Văn hóa - Nghệ thuật Quân đội | 23.9.1955 (69 năm, 316 ngày)  | Đại tá                                              | Số 101 Nguyễn Chí Thanh, Láng Hạ, Q. Đống Đa, Hà Nội          |
| Báo Quân đội nhân dân                        | 20.10.1950 (74 năm, 289 ngày) | Thiếu tướng                                         | Số 7, Phan Đình Phùng, Q. Hoàn Kiếm, Hà Nội                   |
| Bảo tàng Lịch sử Quân sự Việt Nam            | 17.7.1956 (69 năm, 19 ngày)   | Đại tá                                              | Số 28A Điện Biên Phủ, Điện Bàn, Q. Ba Đình, Hà Nội            |
| Điện ảnh Quân đội nhân dân                   | 17.8.1960 (64 năm, 353 ngày)  | Đại tá                                              | Số 17 Lý Nam Đế, Quán Thánh, Q. Hoàn Kiếm, Hà Nội             |
| Nhà xuất bản Quân đội nhân dân               | 11.7.1950 (75 năm, 25 ngày)   | Đại tá                                              | Số 23 Lý Nam Đế,, Q. Hoàn Kiếm, Hà Nội                        |
| Tạp chí Quốc phòng toàn dân                  | 1.4.1948 (77 năm, 126 ngày)   | Thiếu tướng                                         | Số 38A, Lý Nam Đế, Hà Nội                                     |
| Tạp chí Văn nghệ quân đội                    | 1.1.1957 (68 năm, 216 ngày)   | Đại tá                                              | Số 4 Lý Nam Đế, Quán Thánh, Q. Hoàn Kiếm, Hà Nội              |
| Trung tâm Phát thanh - Truyền hình Quân đội  | 19.5.2011 (14 năm, 78 ngày)   | Thiếu tướng                                         | Số 165 Xã Đàn, Q. Đống Đa, Hà Nội                             |
| Thư viện Quân đội                            | 15.11.1957 (67 năm, 263 ngày) | Đại tá                                              | Số 83 Lý Nam Đế, Cửa Đông, Q. Hoàn Kiếm, Hà Nội               |
| Đoàn 871                                     | 7.8.1971 (53 năm, 363 ngày)   | Đại tá                                              | Số 676 Nguyễn Văn Cừ, Đức Giang, Q. Long Biên, Hà Nội         |
| Công ty in Quân đội 1                        | 27.07.1993 (32 năm, 9 ngày)   | Đại tá                                              | Số 21, Lý Nam Đế, P. Hàng Mã, Q. Hoàn Kiếm, Hà Nội            |
| Công ty in Quân đội 2                        | 5.8.1975 (50 năm, 0 ngày)     | Đại tá                                              | 65 Hồ Văn Huê, Phường 9, Q. Phú Nhuận, TP. Hồ Chí Minh        |
| Nhà hát Ca múa nhạc Quân đội                 | 15/3/1951 (74 năm, 143 ngày)  | Đại tá                                              | Đường Hồ Tùng Mậu, Mai Dịch, Q. Cầu Giấy, Hà Nội              |
| Nhà hát Kịch nói Quân đội                    | 10/1/1955 (70 năm, 207 ngày)  | Đại tá                                              | Số 2, ngõ 65 Mai Dịch, Q. Cầu Giấy, Hà Nội                    |
| Nhà hát Chèo Quân đội                        | 1/10/1954 (70 năm, 308 ngày)  | Đại tá                                              | Số 45, ngõ 126 Xuân Đỉnh, Xuân Đỉnh, Q. Bắc Từ Liêm, Hà Nội   |
| Công ty HACOTA                               |                               | Đại tá                                              | Số 161-163, Trần Quốc Thảo, Phường 9, Quận 3, TP. Hồ Chí Minh |

## Hệ thống cơ quan chính trị trong quân đội
- Tổng cục Chính trị thuộc Bộ Quốc phòng.
- Cục Chính trị thuộc Bộ Tổng Tham mưu, Tổng cục Chính trị, Quân khu, Quân chủng, Bộ đội Biên phòng, Tổng cục, Bộ Tư lệnh Cảnh sát biển, Bộ Tư lệnh Thủ đô Hà Nội, Quân đoàn, Binh chủng, Học viện Quốc phòng và tương đương.
- Phòng Chính trị thuộc các Sư đoàn, Lữ đoàn, Vùng Hải quân, Vùng Cảnh sát biển, Bộ Chỉ huy Quân sự cấp tỉnh, Bộ Chỉ huy Bộ đội Biên phòng cấp tỉnh và tương đương.
- Ban Chính trị thuộc các Trung đoàn, Ban Chỉ huy Quân sự cấp huyện và tương đương.

## Khen thưởng
- Huân chương Sao vàng (năm 2000) [6][7]
- Huân chương Hồ Chí Minh (năm 1984, 2014) [6][7]
- Huân chương Bảo vệ Tổ quốc hạng Nhất (năm 2019)
- Huân chương Tự do hạng Nhất của Nhà nước Cộng hòa dân chủ nhân dân Lào (năm 2017)

## Chủ nhiệm Tổng cục Chính trị qua các thời kỳ
Bài chi tiết: Chủ nhiệm Tổng cục chính trị Quân đội nhân dân Việt Nam

## Phó Chủ nhiệm Tổng cục Chính trị qua các thời kỳ
Bài chi tiết: Phó Chủ nhiệm Tổng cục chính trị Quân đội nhân dân Việt Nam